# Sabana Cruz
Sabana Cruz es un distrito municipal que depende del municipio de Bánica, provincia de Elías Piña.

## Población
En el Censo de Población y Vivienda de 2002, el último realizado en el país, la población de Sabana Cruz está incluida en el municipio de Bánica.

## Economía
La principal actividad económica del municipio es la agrícola.
- Datos: Q9072436